# Selicanis cinereola
Selicanis cinereola là một loài bướm đêm trong họ Noctuidae.